# Albi di Dylan Dog (2010)
Albi del fumetto Dylan Dog pubblicati nel 2010.
| Nr. | Titolo                    | Mese di pubblicazione | Soggetto             | Sceneggiatura        | Disegni              | Copertina    |
| --- | ------------------------- | --------------------- | -------------------- | -------------------- | -------------------- | ------------ |
| 281 | Il cammino della vita     | gennaio               | Alessandro Bilotta   | Alessandro Bilotta   | Giovanni Freghieri   | Angelo Stano |
| 282 | Relazioni pericolose      | febbraio              | Pasquale Ruju        | Pasquale Ruju        | Corrado Roi          | Angelo Stano |
| 283 | Il persecutore            | marzo                 | Giovanni Di Gregorio | Giovanni Di Gregorio | Giampiero Casertano  | Angelo Stano |
| 284 | Nel segno del dolore      | aprile                | Bruno Enna           | Bruno Enna           | Nicola Mari          | Angelo Stano |
| 285 | Il ladro di cervelli      | maggio                | Giancarlo Marzano    | Giancarlo Marzano    | Ugolino Cossu        | Angelo Stano |
| 286 | Programma di rieducazione | giugno                | Giuseppe De Nardo    | Giuseppe De Nardo    | Piero Dall'Agnol     | Angelo Stano |
| 287 | I nuovi barbari           | luglio                | Roberto Recchioni    | Roberto Recchioni    | Bruno Brindisi       | Angelo Stano |
| 288 | Lavori forzati            | agosto                | Giovanni Di Gregorio | Giovanni Di Gregorio | Maurizio Di Vincenzo | Angelo Stano |
| 289 | La via degli enigmi       | settembre             | Giuseppe De Nardo    | Giuseppe De Nardo    | Daniele Bigliardo    | Angelo Stano |
| 290 | L'erede oscuro            | ottobre               | Giuseppe De Nardo    | Giuseppe De Nardo    | Daniele Bigliardo    | Angelo Stano |
| 291 | Senza trucco né inganno   | novembre              | Giovanni Di Gregorio | Giovanni Di Gregorio | Fabio Celoni         | Angelo Stano |

## Il cammino della vita
Al matrimonio di Wendy, un'amica di Dylan Dog, con il figlio di uno dei boss mafiosi più importanti di Londra, irrompe un uomo dal fisico possente che, dopo aver fatto strage dello sposo e delle sue guardie del corpo, rapisce la ragazza e se la porta via. Lui dice di chiamarsi Solomon e che Wendy gli aveva promesso che si sarebbero sposati una volta cresciuti. Qualcosa però non va in Solomon, che sembra invecchiare al ritmo di dieci anni al giorno ma che sembra comunque deciso a compiere il matrimonio. Dylan Dog all'inizio non capisce cosa possa volere questo sconosciuto. Sarà la filastrocca di "Solomon Grundy" a dargli la chiave per ogni risposta.
- Curiosità: La filastrocca di Solomon Grundy presenta una modifica alla seconda strofa: l'originale infatti dice "Christened on Tuesday", "Fu battezzato di martedì"; invece nella storia si vede "Went to school on tuesday", "Andò a scuola martedì", per farla rimanere in tema con la storia.

## Relazioni pericolose
Ancora una volta Dylan Dog incontra Manila sul suo cammino, la vampira di cui era innamorato e con cui aveva stretto un patto di sangue, ma che riteneva morta dopo essersi sacrificata proprio per salvarlo.
- Quarta apparizione del vampiro Manila, dopo gli albi 180 Notti di caccia, 181 Il marchio del vampiro e 214 Manila.

## Il persecutore
Un giorno qualunque, nella vita di Dylan Dog, viene turbato dall'arrivo di un inquietante personaggio. Il suo nome è Horace Sterling e proviene dall'Agenzia delle Entrate britannica: sembra infatti che la ricevuta fiscale delle tasse del 1996 non sia mai stata pervenuta e che quindi Dylan debba pagare nuovamente tutto. L'Indagatore dell'Incubo, all'inizio incredulo, si ritroverà catapultato in una situazione ai limiti dell'assurdo e del surreale.

## Nel segno del dolore
Pandora Berenford è una ragazza che ha il potere di uccidere le persone solamente toccandole. La madre Mildred sfrutta questo potere a suo vantaggio senza interessarsi dello stato d'animo della figlia, almeno fino a quando non interverrà Dylan Dog.

## Il ladro di cervelli
A Londra è il caos. La città infatti sembra essere punto di ritrovo di stranezze: prima un gigantesco kraken che emerge dalle acque del Tamigi cercando di affondare una nave da trasporto (dov'è presente anche Dylan), poi un UFO che si schianta sul Big Ben e dal cui interno escono dei petali di rosa e infine, delle strane creature simili a meduse che trasformano la gente in zombie dormienti. A completare il tutto, un poliziotto un po' troppo fiscale che si trasforma in una bestia sanguinaria. Non solo Dylan Dog, ma anche due strani tipi vestiti di nero sono alla ricerca delle risposte di tutto questo caos. Una risposta che potrebbe venire da un oggetto rubato da due tossici in cerca di soldi.

## Programma di rieducazione
Raymond Bless è uno spietato assassino catturato da Dylan Dog quando era ancora un poliziotto. Ora l'uomo è di nuovo libero e con una nuova identità grazie ad un programma di rieducazione che consiste nel cancellare dal cervello della persona la sua natura malvagia. Quando però l'assassino farà perdere le sue tracce e verranno rinvenuti alcuni cadaveri con addosso i segni del suo passaggio, l'esperimento sembrerà fallito e Dylan ritornerà alla sua ricerca. 

## I nuovi barbari
È estate a Londra e l'Indagatore dell'Incubo parte, assieme alla sua nuova fidanzata Calista e al fido Groucho, per le vacanze. Destinazione: Brighton. Qualcosa però non va come deve e così i tre si trovano nel bel mezzo di un ingorgo stradale che sembra durare in eterno. Alla ricerca della causa dell'ingorgo, i tre si imbattono in una situazione da guerra post-atomica: una stazione di servizio conquistata da un gruppo il cui capo è una vecchina che chiamano "Nonna Mannaia". Dopo essere scappati da Nonna Mannaia, in balia del caldissimo sole e preda della stanchezza, della fame e della sete, Dylan e Groucho capiscono che basta poco per trasformare delle persone apparentemente civilizzate in bestie sanguinarie.

## Lavori forzati
Da un po' di tempo, all'ultimo piano di un palazzo di Londra (ancora in costruzione), si sentono rumori strani. Perlopiù catene e frustate. Non sembra il solito fantasma e quindi Dylan Dog è chiamato ad indagare per scoprire cosa succede. Una volta dentro il palazzo, Dylan, assieme all'architetto che l'ha assunto, il guardiano notturno e il signor Greyhound, direttore dei lavori, si ritrovano catapultati in un cantiere da inferno, con delle strane guardie dal corpo umano e testa di molosso, o di locusta, guardiani dalla testa di gufo e capimastri a cavallo dalla testa di cobra: è il cantiere perfetto, il cantiere che non chiude mai, dove si lavora sette giorni su sette a orari massacranti e chi prova a riposarsi muore.

## La via degli enigmi
Dylan Dog e Bill Porter, un professore universitario appassionato di enigmi, sono alla ricerca di una lancia leggendaria in grado di fermare un demone che sta tentando di tornare sulla Terra.
- Si tratta dell'ottava storia non autoconclusiva, ma suddivisa in due parti.
- Bill Porter ritorna ad affiancare Dylan dopo I quattro elementi, albo del 2003.

## L'erede oscuro
Dylan Dog e Bill Porter continuano a risolvere gli enigmi che strada facendo incontrano sul loro cammino che li porterà alla lancia in grado di fermare il demone.
- Si tratta dell'ottava storia non autoconclusiva, ma suddivisa in due parti.

## Senza trucco né inganno
Edgar Norwood è un grande prestigiatore e illusionista che si rivolge a Dylan Dog. L'uomo infatti, nonostante la sua abilità, non riesce a capire i trucchi di Randolph Rush, un giovane prestigiatore che gli sta togliendo la scena, quindi si rivolge a Dylan affinché risolva il mistero. Nonostante il rifiuto, a seguito dell'assassinio dell'assistente Silvina Warren, l'Indagatore dell'Incubo si ritroverà coinvolto nella disputa tra i due illusionisti.